# Stopplaats Spankeren
Stopplaats Spankeren (Spr) is een voormalige halte aan Staatslijn A tussen Arnhem en Leeuwarden. De stopplaats lag tussen de huidige stations van Dieren en Brummen. Stopplaats Spankeren was geopend van 1882 tot 1917.